# Championnat National de 2018-19
Championnat National
A temporada 2018-19 da Championnat National foi a 21ª temporada desde o início da Championnat National, que serve como a Terceira divisão do futebol Francês.

## Clubes participantes
| Clube           | Local                  | Estádio                        | Capacidade |
| --------------- | ---------------------- | ------------------------------ | ---------- |
| Avranches       | Avranches              | Stade René Fenouillère         | 2,000      |
| Boulogne        | Boulogne-sur-Mer       | Stade de la Libération         | 15,204     |
| Bourg-en-Bresse | Bourg-en-Bresse        | Stade Marcel-Verchère          | 11,400     |
| Chambly         | Chambly                | Stade des Marais               | 2,500      |
| Cholet          | Cholet                 | Stade Pierre Blouen            | 9,000      |
| Concarneau      | Concarneau             | Stade Guy Piriou               | 6,500      |
| Drancy          | Drancy                 | Stade Charles Sage             | 2,500      |
| Dunkerque       | Dunkerque              | Stade Marcel-Tribut            | 4,200      |
| Laval           | Laval                  | Stade Francis Lez Basser       | 18,607     |
| Entente         | Saint-Gratien          | Parc des Sports Michel Hidalgo | 8,000      |
| Le Mans         | Le Mans                | MMArena                        | 25,000     |
| US Lyon         | Lyon                   | Stade de Balmont               | 5,438      |
| Marignane       | Marignane              | Stade Saint-Exupéry            | 1,900      |
| Pau FC          | Pau                    | Stade du Hameau                | 13,819     |
| Quevilly-Rouen  | Le Petit-Quevilly      | Stade Robert Diochon           | 12,018     |
| Rodez           | Rodez                  | Stade Paul Lignon              | 5,955      |
| Tours           | Tours                  | Stade de la Vallée du Cher     | 16,247     |
| Villefranche    | Villefranche-sur-Saône | Stade Armand-Chouffet          | 3,200      |

## Tabela da liga
| Pos | Times           | JOG | V  | E  | D  | GP | GC | SG  | Pts | Classificados/ Rebaixados       |
| --- | --------------- | --- | -- | -- | -- | -- | -- | --- | --- | ------------------------------- |
| 1   | Rodez           | 34  | 23 | 7  | 4  | 54 | 21 | +33 | 76  | Acesso para a Ligue 2           |
| 2   | Chambly         | 34  | 18 | 8  | 8  | 48 | 31 | +17 | 62  | Acesso para a Ligue 2           |
| 3   | Le Mans         | 34  | 16 | 11 | 7  | 38 | 29 | +9  | 59  | Classificados para os play-offs |
| 4   | Laval           | 34  | 16 | 6  | 12 | 51 | 43 | +8  | 54  |                                 |
| 5   | SC Lyon         | 34  | 13 | 11 | 10 | 43 | 42 | +1  | 50  |                                 |
| 6   | US Boulogne     | 34  | 12 | 13 | 9  | 38 | 33 | +5  | 49  |                                 |
| 7   | Cholet          | 34  | 11 | 13 | 10 | 41 | 38 | +3  | 46  |                                 |
| 8   | Avranches       | 34  | 12 | 13 | 9  | 37 | 40 | -3  | 45  |                                 |
| 9   | Quevilly-Rouen  | 34  | 11 | 12 | 11 | 37 | 37 | 0   | 45  |                                 |
| 10  | Pau FC          | 34  | 13 | 6  | 15 | 41 | 38 | +3  | 44  |                                 |
| 11  | Dunkerque       | 34  | 11 | 10 | 13 | 37 | 39 | -2  | 43  |                                 |
| 12  | Villefranche    | 34  | 8  | 18 | 8  | 34 | 34 | 0   | 42  |                                 |
| 13  | Concarneau      | 34  | 10 | 10 | 14 | 30 | 43 | -13 | 40  |                                 |
| 14  | Bourg-en-Bresse | 34  | 10 | 9  | 15 | 35 | 38 | -3  | 39  |                                 |
| 15  | Tours           | 34  | 7  | 16 | 11 | 21 | 29 | -8  | 37  | Rebaixados para National 2      |
| 16  | Marignane       | 34  | 8  | 10 | 16 | 31 | 43 | -12 | 34  | Rebaixados para National 2      |
| 17  | Entente         | 34  | 5  | 14 | 15 | 27 | 46 | -19 | 29  | Rebaixados para National 2      |
| 18  | JA Drancy       | 34  | 5  | 11 | 18 | 21 | 40 | -19 | 26  | Rebaixados para National 2      |